# Blanque
La Blanque est une rivière de France située dans l'Aude et la région Occitanie et un affluent gauche de la Sals, donc un sous-affluent de l'Aude.

## Géographie
La Blanque est une rivière du massif des Corbières, elle prend sa source au sud-ouest du massif, dans la partie la plus haute sur la commune de Saint-Louis-et-Parahou, près de la bergerie de Richou, à 675 m d'altitude
La Blanque s'écoule sur 14,7 km globalement du sud vers le nord.
Elle rejoint la Sals en rive gauche sur la commune de Rennes-les-Bains à 313 m d'altitude

### Communes et cantons traversés
Dans le seul département de l'Aude, la Blanque traverse cinq communes et deux cantons :
- dans le sens amont vers aval :  Saint-Louis-et-Parahou (source), Bugarach, Sougraigne Rennes-le-Château, Rennes-les-Bains.

Soit en termes de cantons, la Blanque prend source dans le canton de Quillan et conflue dans le canton de Couiza.

## Affluents
La Blanque a sept affluents référencés
- le ruisseau de la Coume (rd), 1,4 km sur les deux communes de Saint-Louis-et-Parahou et Bugarach.
- le ruisseau de la Pourteille (rd), 1,9 km sur la seule commune de Bugarach avec un affluent :
  - le ruisseau des Caoussanels (rg), 3,2 km sur la seule commune de Bugarach avec un affluent :
    - le ruisseau de la Peyrière (rd), 2,7 km sur la seule commune de Bugarach.
- le ruisseau de Cams (rg), 1,7 km sur la seule commune de Bugarach.
- le ruisseau de Las Gourgues (rg), 1,9 km sur la seule commune de Bugarach.
- le ruisseau de Casse-Rats (rg), 4 km sur les deux communes de Saint-Just-et-le-Bézu, et Bugarach.
- le ruisseau des Gascous ou ruisseau des Boudous (rg), 2,8 km sur les deux communes de Rennes-le-Château et Bugarach avec un affluent :
  - le ruisseau de Campau (rd), 1,9 km sur les deux communes de Saint-Just-et-le-Bézu, et Bugarach.
- le ruisseau de la Valdieu (rg), 1,6 km sur la seule commune de Rennes-le-Château.

## Hydrologie
Le bassin versant de la Sals est de 145 km2.
La différence d'altitude entre la source et l'embouchure est faible (362 m).